# المدرسة الألمانية سان شارل بورومي بالإسكندرية
المدرسة الألمانية للقديس سان شارل بورومي بالإسكندرية (بالألمانية: Deutsche Schule der Borromäerinnen Alexandria)‏ هي مدرسة ألمانية تقع بمدينة الإسكندرية، جمهورية مصر العربية.
المدرسة واحدة من ثلاث مدارس ألمانية في مصر. وتستمد المدرسة سمعة طيبة تمتد لأكثر من 130 عاما بالأسكندرية.

## التاريخ
في عام 1882 أراد 'كاهن من الفرانسيسكان الألمان' الأب لاديسلاوس شنايدر (1833-1919) Ladislaus Schneider إنشاء مدرسة للأطفال الألمان والنمساويين في الإسكندرية، وجاء بعد ذلك بعام رجل أعمال ومصرفى ألمانى مقيم بالأسكندرية يدعى فيلهلم بليزايوس Wilhelm Pelizaeus أراد مساعدة الأخوات الراهبات لإرسالية الشرق «بوروميه» (راهبات الرحمة للقديس شارل بورومي) فاستأجر لهن مبنىً ليبدأ عمل المدرسة في عام 1884 ليخدم أربعين طالباَ من أبناء الألمان الذين كانوا يعملون في بناء ميناء الإسكندرية. ومع ازدياد عدد الطلاب، ظهر في عام 1894 منهج دراسي متفق مع نموذج مدرسة ثانوية للبنات، وبلغ عدد طلاب المدرسة 286 طالباَ في عام 1904 مما كان سبباً في زيادة الطلب على مؤسسة تعليمية مماثلة بالقاهرة. وأرسلت الأم كاتارينا شنايدر الرئيسة الإقليمية عدداً من الراهبات إلى القاهرة بناء على طلب عدد كبير من أولياء الأمور لإنشاء مدرسة مماثلة بالقاهرة.
بحلول عام 1911، كان بالمدرسة فصلا «تجاريا» يتعلم فيه الطلاب الاختزال، الآلة الكاتبة، الحسابات، بالإضافة إلى تعميق مهاراتهم في اللغات الأجنبية لتأهيلهم للعمل. ثم اندلعت الحرب العالمية الأولى في 28 يوليو 1914 ، وحصلت الراهبات على تأكيدات لهن بألا يقلقن على استمرار المدرسة بالرغم من أن ألمانيا واحدة من دول المحور المعادية حينئذ. ولكن اضطُرت جميع الراهبات الألمانيات لمغادرة البلاد بعد صدور قرار بطرد الألمان من مصر أثناء الحرب في 14 سبتمبر 1915 وبالتالى إخراج الراهبات الألمانيات من مصر وتم إغلاق المدرسة وكان بها ثلاثمائة تلميذ، وبقيت فقط الرئيسة الإقليمية الأم كاتارينا شنايدر وذلك لكبر سنها وانتقلت إلى المعادي بالقاهرة وبدأت هناك في تدريس الأطفال، وبعد انتهاء الحرب العالمية الأولى في 11 نوفمبر من عام 1918 عادت الراهبات الألمانيات في عام 1922 للعمل مرة أخرى في الإسكندرية. وتم إعادة افتتاح فرع المدرسة بالقاهرة في يوم 8 أكتوبر عام 1923 .
في عام 1924 ومع زيادة عدد التلاميذ، عينت وزارة الخارجية الألمانية مدرسين ألمان مدنيين من غير الراهبات للتدريس بالمدرسة الألمانية للراهبات بالإسكندرية وتحملت نفقات سفرهم. وبحلول عام 1926 بدأ تدريس اللغة العربية وصار بالمدرسة عدداً كبيراً من الطالبات المصريات، وفي عام 1946 أصبحت المدرستان الألمانيتان بالقاهرة والإسكندرية للفتيات فقط، وارتفع عدد الطالبات بشكل ملحوظ، وظلت أعداد المصريات في زيادة مستمرة، بعد انتهاء الحرب العالمية الثانية حصلت المدرسة الألمانية بالإسكندرية لأول مرة على ميزانية من القسم الثقافي بوزارة الخارجية الألمانية وذلك عام 1955، حيث وصلت أول مجموعة من المدرسين المُعارين إلى الإسكندرية عام 1956، بين عامى 1972-1965 تم قطع العلاقات الدبلوماسية بين ألمانيا ومصر، قبل استئنافها مرة أخرى، وفي عام 1968 تم تثبيت أول مجموعة من الراهبات المصريات وذلك في احتفال في دار بيليتسيوس للمسنين بالإسكندرية. وفي عام 1975 تم نقل مركز تدريب الراهبات قبل التثبيت من الإسكندرية إلى المعادي، في عام 1999 انتقلت إدارة المدرسة إلى نظام مدنى يتبع وزارة الخارجية الألمانية، بعد أن كانت تحت إدارة دينية من قِبَلِ الراهبات منذ نشأتها، واحتفلت المدرسة في عام 2008/2009 بمرور 125 عاما على تأسيسها، بعدد من الطلاب تجاوز 700 طالبة، وستون مدرِّسا.

## تطور المناهج التعليمية
في عام 1930 كانت الدراسة تسير طبقاً للمعايير والمبادئ التربوية الألمانية، حتى أصبح تدريس اللغة العربية إجبارياً بالنسبة للصف الأول الابتدائي بدئاً عام 1938. وبعد الحرب العالمية الثانية، أصبحت اللغة العربية لغة رسمية تدرس في المدرسة وذلك في عام 1946.
في عام 1956 تم أول اختبار في المدرسة لشهادة الإعدادية المصرية، وفي عام 1967 تقدمت الطالبات لأول مرة لامتحان نيل شهادة الثانوية المصرية. أما في عام 1968فتخرجت أول دفعة للثانوية العامة (القسم الأدبي). وحصلت الطالبات على نتائج ممتازة.

## وصلات خارجية
- الموقع الرسمي لمعهد جوتة بالقاهرة والإسكندرية
- الموقع الرسمي للمدرسة الألماني سان شارل بالقاهرة (باب اللوق)
- الموقع الرسمي للمدرسة الألمانية الإنجيلية الثانوية بالقاهرة
- موقع جمعية مدرسى اللغة الألمانية ج.م.ع.
- الموقع الرسمي لمكتب خدمات التبادل الأكاديمى الألماني بالقاهرة DAAD